# Rottum, Friesland
Rottum er en by i provinsen Friesland i Holland. Den ligger i kommunen De Fryske Marren og havde i 2004 en befolkning på omkring 700.